# 上海车夫福音会
上海车夫福音会是20世纪上半叶存在于中国上海的一个著名的超宗派的传教机构。
1913年6月，上海福州路上海公共租界总巡捕房的总巡苏格兰人玛达生（George Matheson）有感于上海的20万名人力车夫以卖苦力为生，生活困苦，人格上也饱受歧视，不少人走向堕落。于是发起成立一个专门面向人力车夫的布道、救济兼教育机构，命名为上海车夫福音会。有一批租界工部局的董事、洋行经理和中国绅士出资，组成了车夫福音会的董事会。
起初该会租有房屋两所，一所在狄思威路（溧阳路）197号，一所在阿拉伯司脱路（曲阜路）553号。1919年，英国大地产商雷士德捐资白银5万两，于是上海车夫福音会得以在嘉兴路建立了一座礼拜堂。这些场所都向人力车夫们日夜开放，晚上向车夫传福音、教识字、介绍卫生常识等。并设有走读学校，为人力车夫的子女提供入学场所。还收容无家可归的车夫，免费提供住宿。生活发生困难的，车夫福音会负责接济，遇到有疾病的情况，教会送入上海仁济医院、上海同仁医院免费为其诊治。此外还定期组织关于上海交通规章方面的演讲。人力车夫在这里得到了少有的同情和尊重。车夫们若在识字班学得好，还可由福音会介绍到邮局、电车公司去做工。据统计，在1924年1年时间内，该会供给车夫饭食达91450餐，分发车夫圣诞礼物12000包，衣服1880件，草帽2240顶，收留车夫住宿1575夜，受教育车夫达409000人次。
1926年5月，旅沪英国慈善家雷士德去世，由于他生前节俭，经常乘黄包车，将遗产中的5万两银子捐给了上海车夫福音会。
1930年代，上海车夫福音会因中日战争的破坏而被迫解散。